# La Double Vie de Théophraste Longuet
Pour les articles homonymes, voir Double vie.
La Double Vie de Théophraste Longuet est un roman de Gaston Leroux, d'abord paru en feuilleton en 1903, puis en volume en 1904.

## Historique
Le roman paraît en feuilleton dans Le Matin du 5 octobre au 22 novembre 1903 sous le titre Le Chercheur de trésors. Il est repris en volume l'année suivante chez Flammarion. Il s'agit du premier roman-feuilleton que Gaston Leroux publia sous son vrai nom.
Ce roman a fait l'objet d'un téléfilm en trois parties en 1981, adapté par Jean-Claude Carrière et réalisé par Yannick Andréi, avec Jean Carmet et Michel Duchaussoy sur une musique de Vladimir Cosma

## L'histoire
Alors que Théophraste Longuet, petit bourgeois plutôt frileux et naïf, décide de visiter l'ancienne prison de la Conciergerie, l'impossible a lieu : un personnage du passé, le plus célèbre bandit du XVIIIe siècle, Cartouche, s'empare de Théophraste et devient sa « double vie ». Le double de Théophraste se manifeste dès lors parfois brutalement, à la grande surprise de sa ravissante femme et de son meilleur ami. Une quête de l'identité et une chasse au trésor viennent alors hanter notre malheureux Théophraste.
Ce roman conte aussi l'histoire fictive du peuple Talpa, nation de quelques dizaines de milliers d'individus, qui vit dans les Catacombes de Paris depuis le XIVe siècle et s'exprime en vieux français. Adaptée à l'obscurité totale, elle a perdu le sens de la vue, son nez s'est dilaté en un groin rose, et une autre dizaine de doigts lui est poussée. Elle a créé dans les souterrains parisiens une architecture originale en ce qu'elle s'arrête à hauteur de main d'homme, car nulle lumière ne permettrait d'en admirer les détails en hauteur. Son alimentation est en grande partie basée sur la chasse au rat, dont elle tire aussi une partie de son habillement.

## Commentaire
Ce qui fait la spécificité du style des romans de Gaston Leroux est déjà présent de façon très convaincante dans ce premier roman. Par exemple, les rebondissements incessants et parfois improbables mais toujours passionnants, son humour irrésistible (et parfois macabre) et son usage si particulier des italiques : phrases énigmatiques qui plongent le lecteur dans un monde d'un excitant surréalisme ; elles annoncent le fameux « Le presbytère n’a rien perdu de son charme, ni le jardin de son éclat » du Mystère de la chambre jaune. Dans La Double Vie, on trouve par exemple un étrange « ronron du chat violet », et l'impossibilité de trouver un trésor « si tu n'as pas ta plume noire ».
Gaston Leroux joue brillamment le jeu de l'énigme que l'on peut résoudre seulement si l'on veut bien « tenir sa raison par le bon bout », tout en ouvrant au fantastique, c'est-à-dire « Où nous commençons à entrer dans le fantastique, si l'on entend par fantastique tout ce qui ne se passe pas à la surface de la terre » (titre du chapitre 35), autrement dit, dans la dernière partie du roman, aux Catacombes.
Comme dans plusieurs des romans de Gaston Leroux, le journaliste partage la plume avec l'écrivain, nourrissant son récit de faits réels, vus ou documentés, tel le surprenant concert au milieu duquel font irruption Longuet et le commissaire Mifroid à leur sortie des Catacombes. Celui-ci eut effectivement lieu dans la nuit du 2 avril 1897. Y furent exécutées la Danse macabre de Saint-Saëns et les Marches funèbres de Beethoven et Chopin.
Par ailleurs, fait rare dans l'œuvre de Leroux en dehors des cycles de Rouletabille et de Chéri-Bibi, l'un des personnages du roman reparaîtra en 1909 dans Le Fauteuil hanté. Il s'agit d'Eliphas de Saint-Elme de Taillebourg de la Nox, le mage consulté par Théophraste au chapitre XV, reconverti en candidat malheureux à l'Académie française.

## Publications
- Le Chercheur de trésors, roman-fantastique, paru en feuilleton dans Le Matin entre le 5 octobre et le 22 novembre 1903.
- La Double Vie de Théophraste Longuet, Paris, Flammarion, 1904 (version révisée[3]).
- La Double Vie de Théophraste Longuet, Paris, Jeanne Gaston-Leroux, 1929.
- La Double Vie de Théophraste Longuet in Romans fantastiques, tome 2, Paris, Robert Laffont, 1964
- L'Homme qui a vu le diable, Le Cœur cambriolé, La Double Vie de Théophraste Longuet, Évreux, Cercle du bibliophile, 1970. Édition illustrée par Jean Gourmelin.
- La Double Vie de Théophraste Longuet, Paris, Marabout, 1978
- La Double Vie de Théophraste Longuet, Paris, Presses de la Renaissance, 1980  (ISBN 2856161995). Cette réédition a été faite à l'occasion de la diffusion de la série télévisée.
- La Double Vie de Théophraste Longuet in Les Aventures extraordinaires de Rouletabille, reporter, tome 2, Paris, Robert Laffont, collection Bouquins, 1988  (ISBN 2221056329).

## Adaptations
Au théâtre
- 1960 : La Double Vie de Théophraste Longuet, comédie fantastique en 27 tableaux de Jean Rougeul. La pièce a été jouée pour la première fois le 27 octobre 1960 au Théâtre Gramont dans une mise en scène de René Dupuy, décors et costumes de Jacques Noël, musique de Jean Wiener. Avec Christian Marin (Théophraste Longuet), Zanie Campan (Marceline Longuet) et Michel Bouquet (le commissaire Mifroid)[4].

Au cinéma
- Les Gaspards (1973, sorti le 6/02/1974) de Pierre Tchernia, scénario de Pierre Tchernia et René Goscinny avec Michel Serrault, Philippe Noiret, Michel Galabru et Charles Denner. Très libre adaptation du roman

À la télévision 
- 1981 : La Double Vie de Théophraste Longuet, adaptation de Jean-Claude Carrière, réalisée par Yannick Andréi, diffusée pour la première fois en octobre 1981 sur TF1. Avec Jean Carmet (Théophraste Longuet), Geneviève Fontanel (Marceline Longuet), Gabriel Cattand (le commissaire Mifroid) et Michel Duchaussoy (Adolphe Lecamus)[5].

En bande dessinée
- 1997 : La Double Vie de Théophraste Longuet, adaptation de André-Paul Duchâteau, dessins de Bernard Swysen. Ouvrage paru dans la collection BDétectives, Claude Lefrancq Éditeur, Bruxelles, 1997  (ISBN 2871534934)[6].